# Tsjernysjovgebergte
Het Tsjernysjovgebergte (Russisch: Хребет Чернышёва; Chrebet Tsjernysjova) is een bergketen in de Russische oblast Amoer, op de plek waar de berggebieden van de Transbaikal en Priamoerje elkaar ontmoeten. Het is de westelijke uitloper van de bergketens Toekoeringra en Dzjagdy.
De bergketen heeft een lengte van 120 km. Het hoogste punt is de berg Loekinda (Lucinda; 1572 m). De keten scheidt de valleien van de rivieren Njoekzja (stroomgebied Oljokma), Oldoj en Tynda (stroomgebied Amoer). Het gebergte is hoofdzakelijk opgebouwd uit granieten en kristallijne leisteen. Het gebergte heeft een afgeplatte en gezwollen vorm. Er groeit vooral bergachtige taiga met hoger op de hellingen Siberische dwergdenstruiken.
De bergketen is vernoemd naar de Russische geoloog Feodosi Tsjernysjov.